# Rally to Restore Sanity and/or Fear

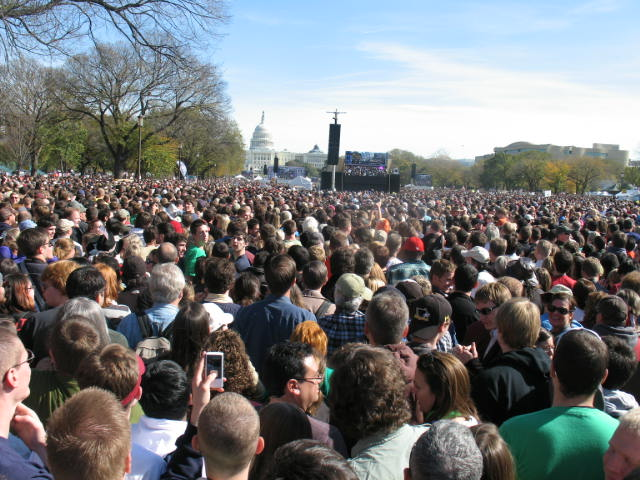
Gezicht van de menigte met op de achtergrond het Capitool

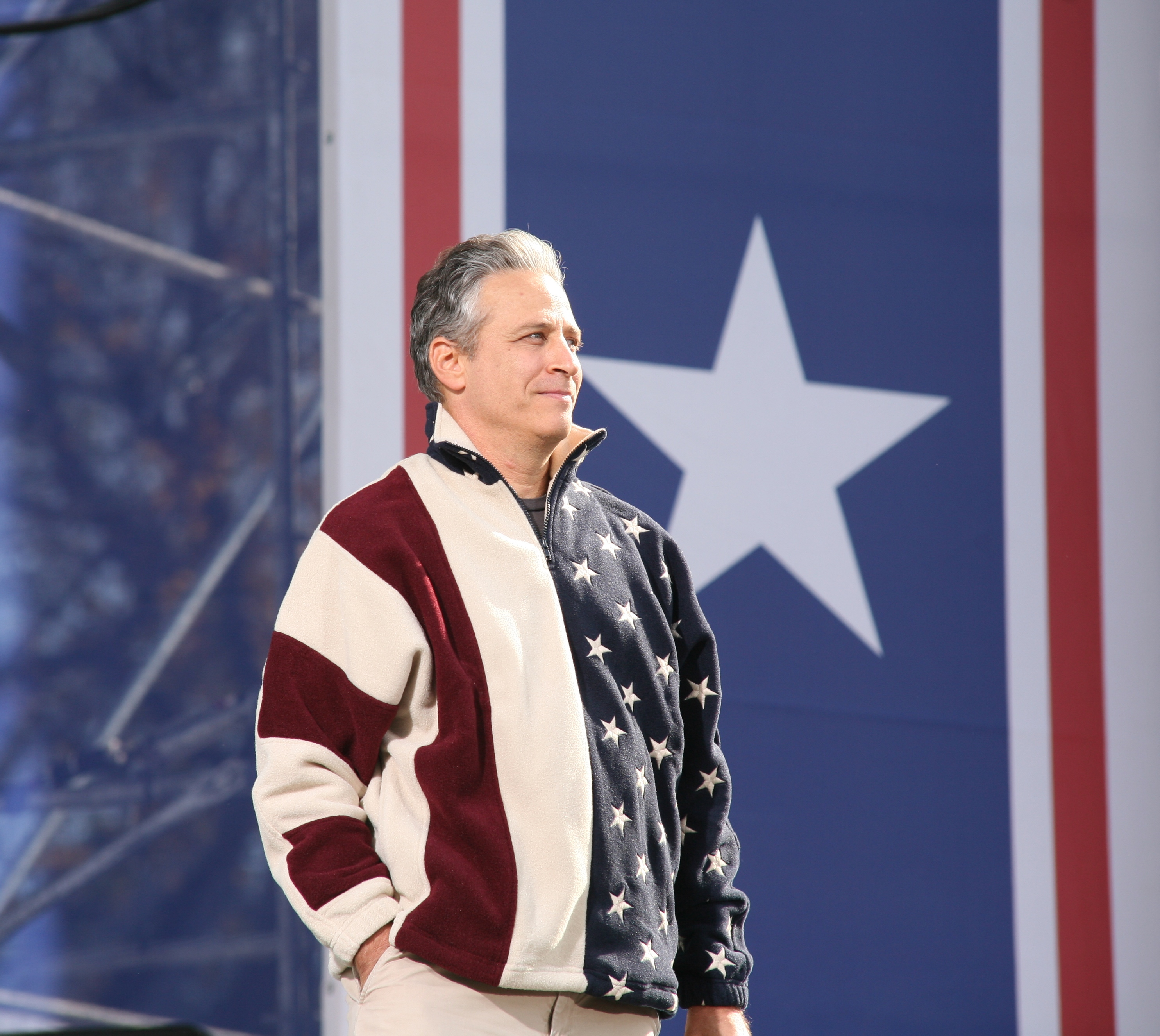
Jon Stewart tijdens de bijeenkomst

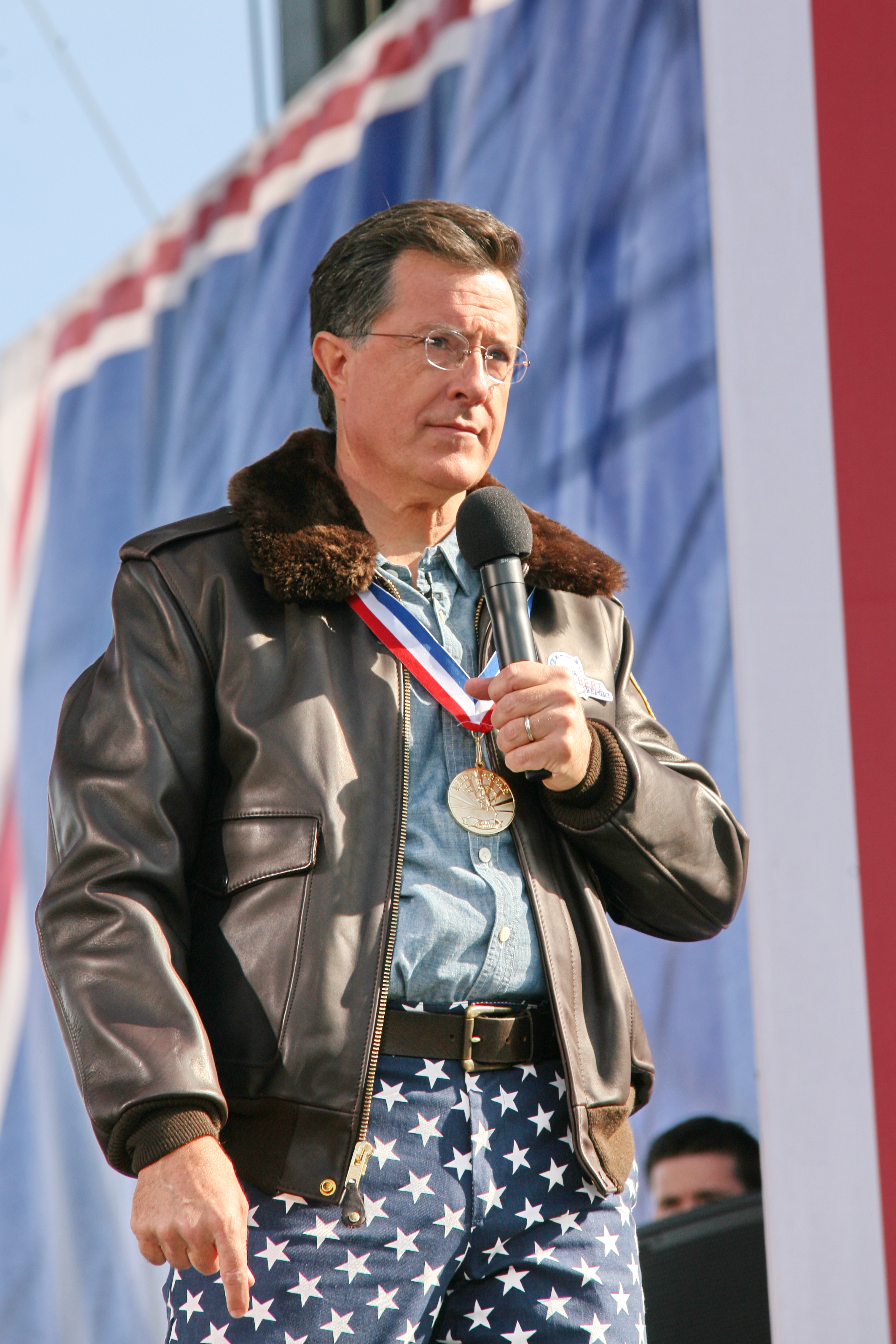
Stephen Colbert

De Rally to Restore Sanity and/or Fear (Nederlands: Betoging voor herstel van gezond verstand en/of angst) vond plaats op 30 oktober 2010 op de National Mall in Washington D.C. en werd geleid door Jon Stewart en Stephen Colbert. Op de demonstratie kwamen ongeveer 215.000 mensen af. Hoewel de bijeenkomst politiek neutraal was gebruikten veel demonstranten de rally om een tegengeluid te laten horen tegen het – in hun ogen – extremistische geluid van de Tea Party.
De rally was een combinatie van twee initiatieven, namelijk Stewarts’ Rally to Restore Sanity en Colberts’ satirische reactie daarop de March to Keep Fear Alive. Het doel van de bijeenkomst was om een uitlaatklep te geven aan de meer gematigde Amerikanen die niet gehoord werden omdat, volgens Stewart, de extremen, waar slechts 15 tot 20 procent van de Amerikanen toe behoort, de discussie over de politiek in Amerika domineren. De demonstratie was een pleidooi voor een redelijke discussie.
Op 28 augustus 2010 hield Glenn Beck, werkzaam bij Fox News, de Restoring Honor rally. Op dezelfde dag leidde Al Sharpton een tegendemonstratie onder de titel Reclaim the Dream. In een reactie daarop kondigde Jon Stewart op 16 september 2010 de Rally to Restore Sanity aan. Deze demonstratie was bedoeld voor, volgens Stewart, de 70 tot 80 procent van de Amerikanen die geen extreme politieke ideeën hadden en daardoor niet in de media werden gehoord. In The Colbert Report kondigde Stephen Colbert, een andere komediant, de March to Keep Fear Alive aan. Op 14 oktober 2010 had Oprah Winfrey een videoboodschap in de Daily Show en kondigde aan dat er onder de stoel van elke toeschouwer van een show een gratis vliegticket voor de demonstratie lag. Colbert deed in reactie daarop hetzelfde, maar bij hem kreeg het Chinatown bus-tickets. Op dat moment werd ook aangekondigd dat de demonstraties gecombineerd zouden worden.

## Programma
Verschillende beroemdheden gaven hun medewerking aan de show. Ook traden verschillende beroemde bands op. Op het schema stonden onder andere Sheryl Crow, The Roots, Jeff Tweedy en Mavis Staples samen met de acteurs Don Novello en Sam Waterston. Andere gasten waren 4troops, Yusuf Islam, Ozzy Osbourne, The O'Jays, John Legend, Kid Rock, Tony Bennett, Mythbusters-presentatoren Adam Savage en Jamie Hyneman, basketballegende Kareem Abdul-Jabbar en R2-D2.
Als een rode draad door de bijeenkomst liep de zogenaamde strijd tussen Colbert en Stewart. Colbert verscheen aan het begin van de show in een kostuum uit zijn zogenaamde angstbunker in een soortgelijke capsule waarmee de Chileense mijnwerkers waren gered. Hij had een kostuum aan dat leek op dat van de stuntman Evel Knievel. Een van hun zogenaamde conflicten ging over liedjes over treinen. Stewart begon met Yusuf Islam die Peace Train zong. Deze werd geïnterrumpeerd door Colberts Ozzy Osbourne die Crazy Train zong. Uiteindelijk sloten ze een compromis en speelden The O’Jays Love Train. Aan het einde van de bijeenkomst kwam er een gigantische pop van papier-maché van Colbert ("Fearzilla") op het podium. Deze smolt uiteindelijk, zogenaamd samen met Colbert, weg in het podium, waardoor Stewart de strijd had gewonnen.
Er werden op de bijeenkomst ook verschillende Medailles van Redelijkheid uitgeroepen met de Latijnse tekst Sit vis nobiscum erop, door Stewart vertaald als "May the Force be with you". Deze medailles werden onder andere uitgereikt aan honkballer Armando Galarraga vanwege zijn rustige reactie op een beslissing van de scheidsrechter die hem een perfect game kostte (een wedstrijd waar geen enkele man op de honken komt), professioneel worstelaar Mick Foley omdat hij opkwam voor een kind dat gepest werd omdat hij homo was, Velma Hart vanwege haar kritische vragen – op een redelijke manier beargumenteerd – aan president Barack Obama in een openbare bijeenkomst, en aan Jacob Isom omdat hij een evangelist ervan weerhield de Koran te verbranden.